# Liste der Stadttore und Wehrtürme in Mecklenburg-Vorpommern

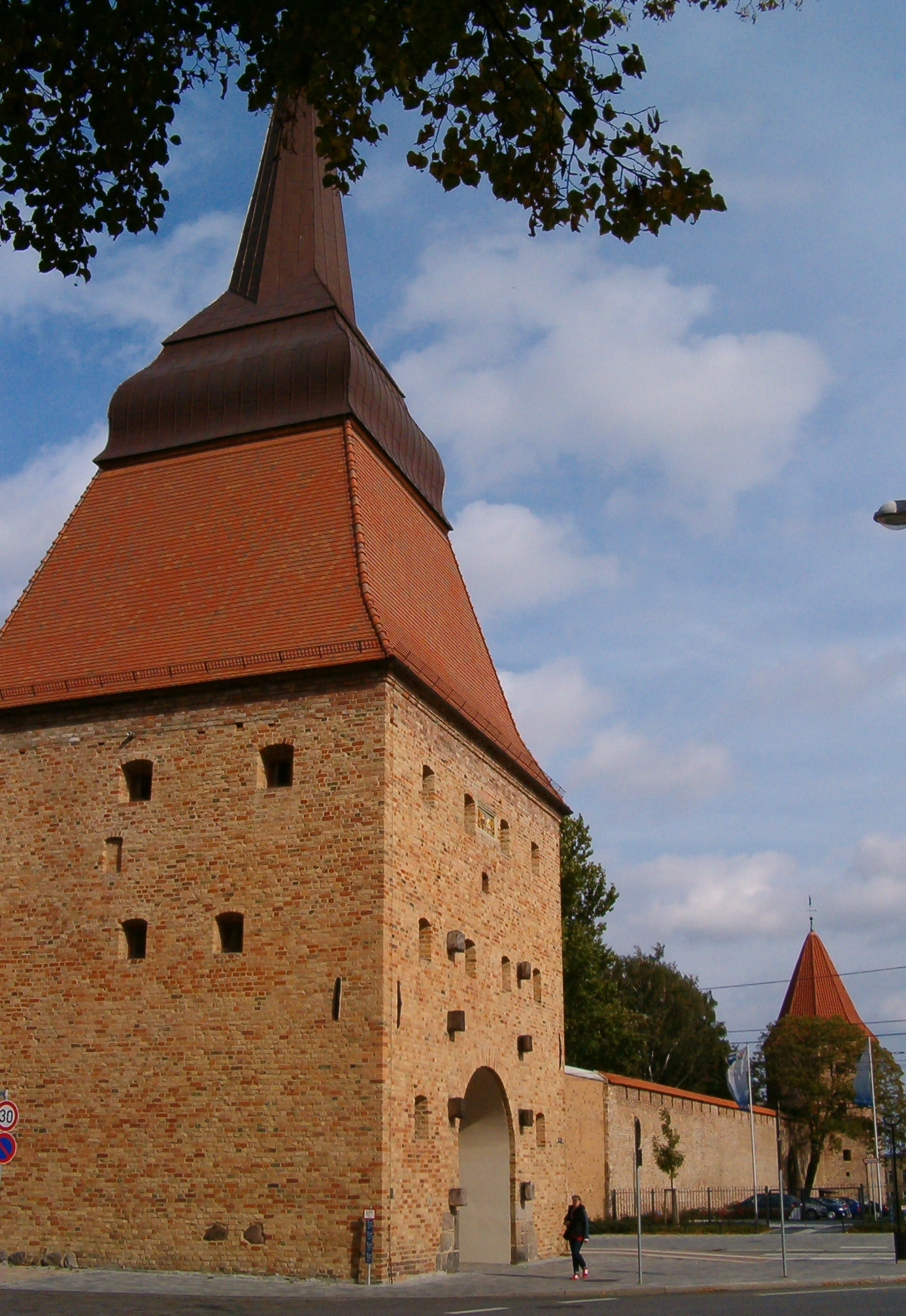
Rostocker Stadtbefestigung mit Steintor, Stadtmauer und Lagebuschturm

Die Liste der Stadttore und Wehrtürme in Mecklenburg-Vorpommern führt alle erhaltenen Stadttore, städtischen Wehrtürme sowie den Städten vorgelagerte Warttürme in Mecklenburg-Vorpommern auf. Nicht aufgenommen sind Wiekhäuser und Mauerreste der ehemaligen Stadtbefestigungen sowie Türme von Burgen, Festungen und Schlössern.

## Geschichte der Stadtbefestigungen in Mecklenburg und Vorpommern
Die meisten Stadtbefestigungen in Mecklenburg und Vorpommern gehen auf das 13. oder 14. Jahrhundert zurück, wurden jedoch bis ins 17. Jahrhundert vielfach erweitert und umgestaltet. Die besterhaltene Stadtbefestigung ist die fast durchgängig restaurierte, ca. 2300 Meter lange Stadtmauer von Neubrandenburg mit vier Toranlagen (drei Doppeltore) und einem Wehrturm, die auch architekturgeschichtlich zu den Hauptwerken der Backsteingotik zählen. Gut erhalten sind auch die Rostocker Stadtbefestigung, die Befestigungsanlagen von Friedland (Mecklenburg) und die Stralsunder Stadtmauer. Alle Befestigungstürme in Mecklenburg-Vorpommern sind aus Backstein gemauert, lediglich die Sockel und die eigentliche Stadtmauer sind mitunter aus Feldsteinen errichtet. Die Befestigungsanlagen der Hansestadt Wolgast, der Residenzstädte Schwerin und Güstrow sowie anderer Städte mit historischem Stadtkern sind, abgesehen von teilweise noch vorhandenen Mauerresten, ganz verschwunden.

### Stadttore
Die Stadttore dienten neben der Verteidigung auch der Repräsentation bürgerlichen Stolzes und gehören fast alle der Backsteingotik an. Nur wenige Tore wie das Rostocker Steintor wurden später im Stil der Backsteinrenaissance erbaut oder umgestaltet. Romanische Tore sind nicht erhalten. Nach dem 16. Jahrhundert wurde nur noch das klassizistische Mönchentor in Rostock neu gebaut, das ein älteres Tor ersetzte. Das typische Tor erhebt sich auf quadratischem Grundriss über der meist spitzbogigen Durchfahrt. Im 15. Jahrhundert wurden zahlreiche Stadttore zu Tortürmen aufgestockt. Der architektonische Schmuck – vor allem gemauerte Ornamente, teilweise weiß gekalkte Blenden, Staffelgiebel und Fialen – befindet sich jeweils auf der Stadt- und der Feldseite (d. h. der der Stadt abgewandten Seite) der Tore. Während etwa in Rostock die Stadtseite reicher ausgestaltet war, so war unter anderem in Barth und Grimmen die dem ankommenden Besucher zugewandte Feldseite repräsentativer. Das Neue Tor sowie das Stargarder Tor in Neubrandenburg sind die einzigen Tore mit figürlichem Schmuck.
Insgesamt gibt es noch 33 Stadttore. Auch wenn die Anzahl der erhaltenen Stadttore in Mecklenburg-Vorpommern vergleichsweise groß ist, so wird sie von der Zahl verlorener Tore doch deutlich übertroffen. In Rostock sind von 22 Toren noch vier, von den ursprünglich zehn Stralsunder Stadttoren sind zwei erhalten, in Wismar überdauerte lediglich ein Tor und von den Greifswalder Befestigungsanlagen existiert neben Resten der Stadtmauer nur noch ein Wehrturm. Die kleineren Städte hatten im Mittelalter meist zwei bis sechs Stadttore. In Neubrandenburg, Grimmen, Tribsees, Teterow, Pasewalk, Altentreptow, Malchin und Friedland blieben jeweils zwei bis vier Tore erhalten, je ein Stadttor findet sich noch in Demmin, Anklam, Barth, Loitz, Ribnitz und Usedom.
Im Zuge der der Industrialisierung und städtischen Expansion im 19. Jahrhundert wurden die seit dem 17./18. Jahrhundert verfallenden Stadtbefestigungen systematisch als Verkehrshindernisse abgerissen. Eine weitere Zerstörungswelle bedeuteten die Bombardements des Zweiten Weltkriegs. Sofern die Bauten nicht völlig zerstört waren oder in der Nachkriegszeit Opfer städtebaulicher Wiederaufbaupläne wurden, erfolgten Rekonstruktionen bzw. Sanierungen der Ruinen teilweise erst in den 1980er Jahren (etwa das Kuhtor in Rostock). Noch 1960 mussten das Rostocker Petritor und das Stralsunder Semlower Tor verkehrs- und stadtplanerischen Überlegungen weichen.

### Wehrtürme, Stadtmauern und Landwehren

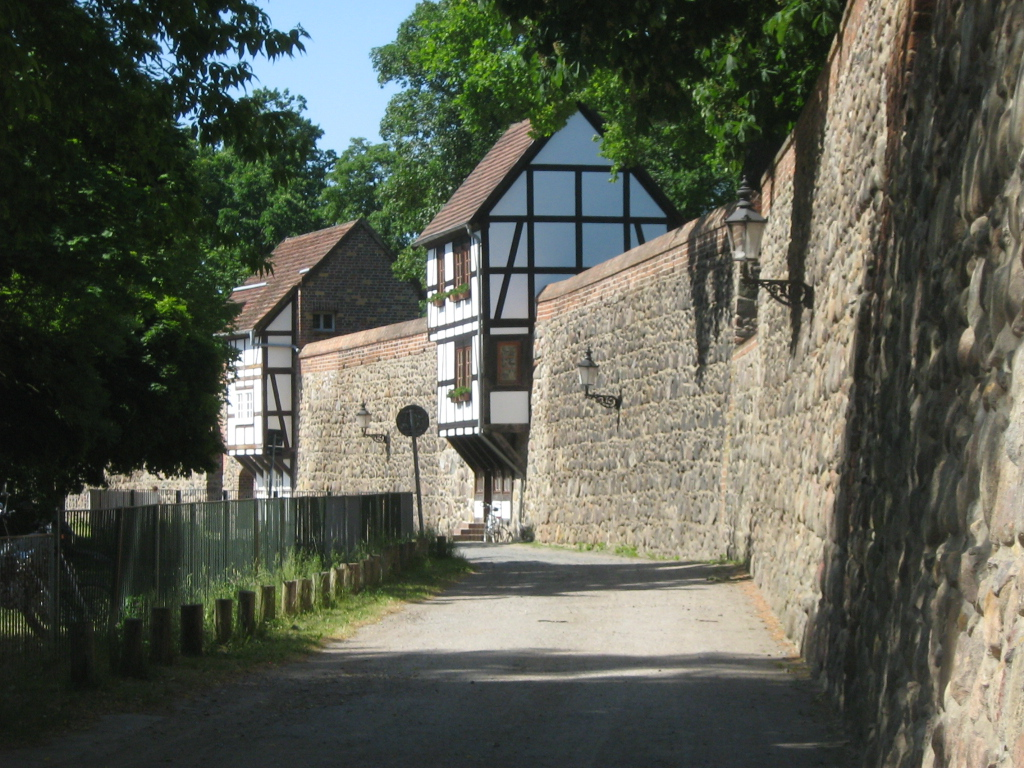
Stadtmauer mit neu errichteten Wiekhäusern in Neubrandenburg

In Mecklenburg-Vorpommern gibt es noch zwölf Wehr- und zwei vorgelagerte Warttürme. Zylindrische Türme dominierten gegenüber quadratischen oder polygonalen Grundrissen deutlich. Die schlichten Wehrtürme blieben meist dann erhalten, wenn sie als „Fangeltürme“, das heißt als Gefängnisse, als Pulvertürme, also als Magazin für Schießpulver, oder als Wasserturm dienten. Ohne eine solche Funktion wurden sie später abgerissen. Zwei Warttürme außerhalb Anklams und Parchims zeugen noch von den den Städten vorgelagerten Landwehren. Von anderen Städten, wie Güstrow, sind keine Reste der Landwehr erhalten geblieben. Vortore und Zingel sind nur noch wenige erhalten (Neubrandenburg, Malchin), Zwinger nur in Neubrandenburg und die hölzernen Wehrgänge der Tortürme in keinem Fall. Die meisten erhaltenen, rekonstruierten oder historisierend neu erbauten Wiekhäuser gibt es in Neubrandenburg und in Friedland.

## Liste der Stadttore und Wehrtürme
In etlichen Fällen ist es schwierig, genaue Angaben zur Bauzeit zu machen, da die Tore häufig umgestaltet und erweitert wurden. Maßgeblich ist die Bauphase, in der das Tor seine heutige Gestalt erhielt. Ersterwähnungen geben in der Regel nur einen terminus ante quem an, der lediglich aussagt, wann ein Bauwerk bereits existiert haben muss, nicht aber, wie lange zu diesem Zeitpunkt schon. Mitunter ist auch unklar, ob sich eine Erwähnung auf das heutige Tor oder auf einen Vorgängerbau bezieht.
| Stadt             | Name                                     | Bauzeit                                                                              | Höhe                                                         | Besonderheiten | Bild |
| ----------------- | ---------------------------------------- | ------------------------------------------------------------------------------------ | ------------------------------------------------------------ | --- | ---- |
| Altentreptow      | Brandenburger Tor (Neubrandenburger Tor) | um 1450                                                                              | 25,80 Meter                                                  | fünfstöckiger Torturm mit Stadt- und Feldseitengiebel sowie Satteldach; führte nach (Neu-)Brandenburg |      |
| Altentreptow      | Demminer Tor                             | um 1450                                                                              | 12 Meter                                                     | früher mehrgeschossig und mit Stadt- und Feldseitengiebel; heute nur noch als eingeschossiger spitzbogiger Durchfahrtsbau mit vier im 19. Jahrhundert hinzugefügten, turmähnlichen Aufbauten; führte nach Demmin |      |
| Anklam            | Steintor                                 | um 1450 in der heutigen Gestalt, 1404 erstmals erwähnt                               | 32 Meter                                                     | um 1450 auf die heutige Höhe aufgestockt; führte östlich nach Stettin; ursprünglich Doppeltoranlage mit Vortor und Zwinger; vom 16. bis zum 20. Jahrhundert als Stadtgefängnis genutzt; ab 1986 zum Museum ausgebaut und bis 1989 umfassend restauriert |      |
| Anklam            | Pulverturm                               | 1462                                                                                 | 20 Meter                                                     | zylindrischer Wehrturm, früher mit kegelförmiger Spitze und einen vorkragenden Zinnenkranz, die im Dreißigjährigen Krieg zerstört wurde; 1463 erstmals als Vangenturm erwähnt, diente bis ins 16. Jahrhundert als Gefängnis, später als Pulverturm, 1860 bis 1874 Sternwarte |      |
| Anklam            | Hoher Stein                              | 1412 erstmals erwähnt                                                                | 16 Meter (20 Meter mit Hügel)                                | Teil der Anklamer Landwehr 3,5 Kilometer außerhalb des Stadtkerns; zylindrischer Turm mit gemauertem Helm; ein Wartturm 1412 erstmals erwähnt |      |
| Barth             | Dammtor                                  | um 1425; Vorgängerbau 1397 erstmals erwähnt                                          | 35 Meter                                                     | mehrgeschossiger Turm mit achtseitigem Pyramidendach; sicherte die Straße nach Westen; 2007 umfassend saniert |      |
| Barth             | Fangelturm                               | 16. Jahrhundert                                                                      | 12 Meter                                                     | diente als Gefängnis, seit 1965 Schulsternwarte |      |
| Demmin            | Luisentor (Kuhtor)                       | 14./15. Jahrhundert, Durchfahrtsgeschoß noch 13. Jahrhundert                         | 31 Meter                                                     | Erdgeschoss noch aus bearbeiteten Granitfindlingen, Obergeschosse aus Ziegelmauerwerk, das erste Obergeschoss ist auf der Stadtseite mit dreiteiligen Blenden verziert, in deren Bogenschluss drei Rosetten liegen, das steile Satteldach wird durch blendenverzierte Staffelgiebel begrenzt; führte östlich aus der Stadt; diente 1768 bis 1895 als Stadtgefängnis und Wohnung des Gefängniswärters; 1821 nach Wilhelmine Luise Prinzessin von Anhalt-Bernburg benannt; 1952 bis 2002 befand sich im Luisentor eine Jugendherberge; seit Sommer 2007 Gästehaus der Stadt Demmin                                          |      |
| Demmin            | Pulverturm                               | 1546 erwähnt, 1570–1571 fertiggestellt                                               | 13,80 Meter                                                  | Wehrturm südlich des Luisentores in Demmin; erste Erwähnung als „düsterer Keller“; neben der Wohnung des Scharfrichters gelegen, diente der Turm bis Mitte des 18. Jahrhunderts auch als Gefängnis |      |
| Friedland         | Neubrandenburger Tor (Burgtor)           | zweite Hälfte des 15. Jahrhunderts                                                   | 25 Meter                                                     | quadratischer Torturm mit vier polygonalen Ecktürmen mit massiven Kegelhelmen; führte nach Neubrandenburg; 1913 grundlegend saniert; im Tor befindet sich das Heimatmuseum Friedland |      |
| Friedland         | Anklamer Tor (früher Steintor)           | ab 1304                                                                              | 23 Meter                                                     | fünfgeschossig; seitlich wird der quadratische Turm von gleich hohen Rundtürmen mit gemauerten Kegelhelmen flankiert; führte nach Anklam |      |
| Friedland         | Fangelturm                               | 14. Jahrhundert                                                                      | 35 Meter                                                     | sicherte in nordwestlicher Richtung den Übergang über die Datze; im Dreißigjährigen Krieg wurde der obere Teil des Turmes zerschossen und nicht wieder aufgebaut, danach wurde der Turm als Gefängnis genutzt; 1910 Aufbau eines Wasserturmes; 1997 rekonstruiert und zum Aussichtsturm umgebaut |      |
| Greifswald        | Fangenturm                               | zwischen 1270 und 1280                                                               | 13,50 Meter                                                  | Wehrturm; ursprünglich viergeschossig; im 18. Jahrhundert als Pulverturm genutzt, 1775–1826 Sternwarte; Ende des 19. Jahrhunderts saniert und mit Zinnenkranz versehen; heute wird er vom Hafenmeister des Museumshafens genutzt |      |
| Greifswald        | Ravensturm                               | 13./14. Jahrhundert                                                                  |                                                              | zylindrischer Wehrturm, nur noch Untergeschoss erhalten |      |
| Grimmen           | Stralsunder Tor                          | um 1320                                                                              | 25,20 Meter                                                  | auf Feldsteinsockel errichtet; nach außen hin sehr umfangreich, zur Stadtseite wesentlich schlichter verziert; führte nach Stralsund; 1813 Wohnung des Gerichtsknechtes, bis 1850 diente ein Raum als Gefängnis; 1910 durch Blitzschlag stark beschädigt und stilgetreu wiederhergestellt; 1978 umfangreich restauriert |      |
| Grimmen           | Mühlentor (Tribseeser Tor)               | um 1320                                                                              | 24,80 Meter                                                  | benannt nach einer früher dort befindlichen Wassermühle; auf Feldsteinsockel errichtet; führte nach Tribsees; seit 1987 Teil des Heimatmuseums |      |
| Grimmen           | Greifswalder Tor (Loitzer Tor)           | zwischen 1350 und 1400                                                               | 21,40 Meter                                                  | führte nach Greifswald; um 1800 zerstörte ein Blitzschlag den oberen Teil des Tores völlig, wegen finanzieller Schwierigkeiten nicht in vollem Umfang wiederhergestellt; 1980 umfassend rekonstruiert |      |
| Loitz             | Steintor                                 | 14. Jahrhundert                                                                      |                                                              | führte südwestlich aus der Stadt; 1701 durch Brand teilweise zerstört, seitdem einfaches Wohngebäude im Obergeschoss |      |
| Malchin           | Steintor (Malchin)                       | 14. Jahrhundert; heutige Gestalt 1894                                                | 18 Meter                                                     | Vortor einer früheren Doppeltoranlage mit Pultdach und teilweise glasierten Ziegeln, das innere Haupttor wurde 1837 abgerissen; führte südlich aus der Stadt nach Waren; diente bis ins 19. Jahrhundert als Gefängnis; 1893 wurde das Steintor zum Abbruch freigegeben und verkauft, 1894 jedoch in neogotischem Stil wiederhergestellt |      |
| Malchin           | Kalensches Tor                           | 15. Jahrhundert                                                                      | 14,50 Meter                                                  | Vortor einer früheren Doppeltoranlage mit Pultdach und teilweise glasierten Ziegeln, das innere Haupttor wurde 1837 abgerissen; führte nördlich aus der Stadt nach (Alt-)Kalen; bis ins 19. Jahrhundert als Gefängnis genutzt; 1900 restauriert |      |
| Malchin           | Fangelturm                               | 15. Jahrhundert                                                                      | 35 Meter                                                     | Wehr- und Wachturm; sechsstöckiger Backsteinbau mit Satteldach; in der zweiten Hälfte des 16. Jahrhunderts um einen Renaissance-Giebel ergänzt; 1996 saniert; diente als Gefängnis |      |
| Neubrandenburg    | Friedländer Tor                          | drittes Viertel des 15. Jahrhunderts; Vorgängerbau erste Hälfte des 14. Jahrhunderts | 24,80 Meter (Haupttor); Vortor: 13,80 Meter; Zingel: 9 Meter | Doppeltoranlage; Torburg mit 88 Meter Gesamtlänge; Haupttor ist ein zweigeschossiger Torturm mit polygonalen Treppengiebel; das Vortor mit kleinem Satteldach zwischen den Fialen durch zwei Mauern mit dem Haupttor verbunden; zwischen den beiden Toren Fachwerkbauten: die ehemaligen Torschreiber- bzw. Zollwärterhäuser (Neubauten aus den 1970er Jahren); feldseitig vorgelagert ein Zingel (Befestigung), die ehemals verbindenden Zwingermauern zum Tor wurden im 19. Jahrhundert abgebrochen; führte nordöstlich nach Friedland; der Torkomplex wurde im 19. Jahrhundert rekonstruiert und stilistisch überformt |      |
| Neubrandenburg    | Stargarder Tor (Wendisches Tor)          | 1311                                                                                 | 24,50 Meter (Haupttor); Vortor: 19,25 Meter                  | Doppeltoranlage; das Haupttor auf der Stadtseite mit neun Adorantinnen mit Teilen aus Terrakotta geschmückt; zwischen beiden Toren als ein Fachwerkbau ein Torschreiberhaus (1982 neu errichtet); führte südwärts nach (Burg) Stargard; Torkomplex im 19. Jahrhundert rekonstruiert und stilistisch überformt |      |
| Neubrandenburg    | Treptower Tor                            | Mitte des 14. Jahrhunderts; Vortor aus dem 15. Jahrhundert                           | 31,80 Meter (Haupttor); Vortor: 14,80 Meter                  | Doppeltoranlage; zur Anlage gehören ein im 18. Jahrhundert errichtetes Fachwerkhaus (in den 1970er Jahren neu errichtet) sowie das 1856 eingerichtete Telegrafenamt; führte westlich nach (Alten-)Treptow; seit 1872 befindet sich im Haupttor das Regionalmuseum Neubrandenburg |      |
| Neubrandenburg    | Neues Tor                                | zweite Hälfte des 15. Jahrhunderts                                                   | 25 Meter                                                     | ursprünglich bestand der Torkomplex aus Haupttor, Vortor und Zingel; Vortor und Zingel fielen bereits im Jahr von dessen Fertigstellung, 1631, der Belagerung Tillys zum Opfer; Reste eines späteren (klassizistischen) Vortores wurde im Jahre 1852 wegen Baufälligkeit abgerissen, an der Stadtseite des Haupttores finden sich acht Adorantinnen; das Tor wurde im 19. Jahrhundert rekonstruiert und stilistisch überformt; seit 1992 ist das Neue Tor Sitz der Fritz Reuter Gesellschaft |      |
| Neubrandenburg    | Fangelturm (Mönchenturm)                 | Anfang 15. Jahrhundert                                                               | 25 Meter                                                     | aus einem Wiekhaus entstandener Wehrturm zur Absicherung der Stadt Richtung Norden zum Herzogtum Pommern; diente bis ins 19. Jahrhundert als Gefängnis; wegen des nahegelegenen Franziskanerklosters auch "Mönchenturm" genannt; heutige Gestalt durch Rekonstruktionen und Überformung im 19. Jahrhundert; seit den 1990ern als Aussichtsturm begehbar |      |
| Parchim           | Fangelturm                               | um 1360                                                                              | 10 Meter                                                     | Wartturm; Teil der Parchimer Landwehr am nördlichen Durchlass; außerhalb der Stadt, schon auf dem Gebiet des Dorfes Stralendorf stehend; seit Beginn des 19. Jahrhunderts als Fangelturm bezeichnet; Sanierung 2004 |      |
| Pasewalk          | Prenzlauer Tor                           | um 1450                                                                              | 25,60 Meter                                                  | führte südlich nach Prenzlau; Backsteinbau auf älterem Granitquadersockel, Anfang des 19. Jh. wurden die verfallenen Staffelgiebel durch ein gewalmtes Satteldach ersetzt; heute Stadtmuseum |      |
| Pasewalk          | Mühlentor                                | um 1450                                                                              | 25,10 Meter                                                  | quadratisches Untergeschoss mit achteckiger Turmaufstockung, der Turm verjüngt sich stufenweise bis zum gemauerten Spitzhelm |      |
| Pasewalk          | Kiek in de Mark                          | 1445                                                                                 | 20,20 Meter                                                  | aus einem quadratischen Unterbau zylindrisch aufsteigender Wehrturm an der Südseite der Stadtmauer, der im achteckigen Backsteinhelm über einem Zinnenkranz endet |      |
| Pasewalk          | Pulverturm                               | 15. Jahrhundert                                                                      | 27,40 Meter                                                  | zylindrischer Wehrturm mit achteckiger Ziegelspitze und Zinnkranz; diente als Magazin für Schießpulver |      |
| Ribnitz-Damgarten | Rostocker Tor                            | 15. Jahrhundert; 1290 erste urkundliche Erwähnung eines Vorgängerbaus                | 20 Meter                                                     | im Ortsteil Ribnitz; führte westlich nach Rostock; 1981 saniert; bis 2002 führte eine Straße durch das Tor |      |
| Rostock           | Kröpeliner Tor                           | um 1265–1280; hölzernes Vorgängertor um 1255                                         | 54 Meter                                                     | zunächst zweigeschossig, um 1400 auf fünf Geschosse aufgestockt; führte auf den wichtigen Handelsweg nach Wismar und Lübeck; 1847 Errichtung eines neugotischen Vorbaus, der 1945 wieder entfernt wurde; bis 1960 führte eine Straßenbahnlinie durch das Tor; Restaurierungsarbeiten 1966–1969 statt; bis 2004 Sitz des Museum für Stadtgeschichte; heute Sitz des Vereins "Geschichtswerkstatt Rostock e. V." |      |
| Rostock           | Steintor                                 | 1574–1577; Vorgängertor 1279                                                         |                                                              | Hauptportal der Stadt; 1566 nach Auseinandersetzungen der Stadt mit Johann Albrecht I. geschleift, nach dem Ersten Rostocker Erbvertrag im Renaissance-Stil wiedererrichtet; 1942 durch Bomben stark beschädigt, 1950–1956 wieder aufgebaut |      |
| Rostock           | Kuhtor                                   | zweite Hälfte des 13. Jahrhunderts; 1325 erste Erwähnung                             | 14 Meter                                                     | viergeschossig; führte auf die Straße nach Bützow und Werle; ab 1608 Gefängnis, später Wohnhaus; 1938 teilweise rekonstruiert, 1942 durch Bomben schwer getroffen; 1962–1964 erhielt das Gebäude wieder ein Dach, 1984 wurde es vollständig rekonstruiert; 1985 bis 1990 Sitz des Bezirksvorstands Rostock des Schriftstellerverbandes der DDR, bis Ende 2009 Sitz des Literaturhauses Rostock. Seit Anfang 2010 ist es Sitz der Mediationsstelle Rostock. |      |
| Rostock           | Mönchentor                               | 1805/1806; 1316 erste Erwähnung des Vorgängertors                                    |                                                              | einziges erhaltenes Strandtor zum Stadthafen; das ursprünglich gotische Tor wurde im 16. Jahrhundert im Stil der Renaissance erneuert, 1805/1806 wurde ein neues, klassizistisches Tor errichtet; im Obergeschoss des Tores befand sich die Wohnung des Strandvogtes; im Zweiten Weltkrieg unversehrt, 1990/92 renoviert; heute Sitz des Kunstvereins zu Rostock |      |
| Rostock           | Lagebuschturm                            | 1577; Vorgängerbau 1456 (Gefangenenturm auf dem Rammelsberg)                         |                                                              | Wehrturm; diente bis ins 19. Jahrhundert als Gefängnis |      |
| Sternberg         | Mühlentor                                | 1839                                                                                 |                                                              | Reste eines Stadttores; 1629 während des Dreißigjährigen Krieges zerstört und 1839 wieder aufgebaut; 1998 umfassend saniert |      |
| Stralsund         | Kniepertor                               | Anfang des 15. Jahrhunderts; Vorgängerbau 1293 erstmals urkundlich erwähnt           | 20,80 Meter                                                  | an der Knieperbastion standen Kasematten; durch das Tor fuhr bis zur Stilllegung in den 1960er Jahren die Straßenbahn; 1967 zu Wohnzwecken umgebaut |      |
| Stralsund         | Kütertor                                 | 1446; Vorgängerbau 1281 erstmals urkundlich erwähnt                                  |                                                              | zur Landseite am Strelasund gelegen; der Name leitet sich von den Kütern, das heißt Fleischern, her, die die Innereien der Tiere weiterverarbeiteten; bis 1862 als Gefängnis genutzt, später zu Wohnzwecken umgebaut; 1963 bis 2003 zusammen mit der Wasserkunst und dem Wasserturm Bestandteil einer Jugendherberge |      |
| Teterow           | Malchiner Tor                            | 14. Jahrhundert                                                                      |                                                              | führte südlich nach Malchin; 1839 bis 1945 Stadtgefängnis; seit 1990 Stadtmuseum |      |
| Teterow           | Rostocker Tor                            | Mitte des 14. Jahrhunderts                                                           |                                                              | führte nordwestlich nach Rostock |      |
| Tribsees          | Mühlentor (Stralsunder Tor)              | 13. Jahrhundert                                                                      | 19,85 Meter                                                  | führte nach Stralsund |      |
| Tribsees          | Steintor (Grimmener Tor)                 | 13. Jahrhundert                                                                      |                                                              | führte nach Grimmen; heute Heimatmuseum |      |
| Usedom            | Anklamer Tor                             | um 1450                                                                              |                                                              | führte nach Anklam; seit dem 19. Jahrhundert ersetzt ein Walmdach den ursprünglichen Treppengiebel |      |
| Wismar            | Wassertor                                | 1450                                                                                 | 17,5 Meter                                                   | Stadttor zum Hafen im Nordwesten der Stadt; heute Sitz des Vereins Club maritim |      |
| Wismar            | Alter Wasserturm                         | zweite Hälfte des 15. Jahrhunderts                                                   |                                                              | Wehrturm; als Wasserturm ab 1682 bis 1897 in das Netz der Wasserversorgung der Stadt eingebunden; 1994/96 restauriert |      |
| Wittenburg        | Hungerturm (Pulverturm, Rundturm)        | 13./14. Jahrhundert                                                                  |                                                              | Wehrturm; früher als Gefängnis („Hungerturm“) genutzt; umfassende Sanierung 1997/98 |      |
| Wittenburg        | Storchenturm                             | 13./14. Jahrhundert                                                                  |                                                              | quadratischer Wehrturm |      |